# Thymallus brevirostris
Thymallus brevirostris is een straalvinnige vissensoort uit de familie van de zalmen (Salmonidae). De wetenschappelijke naam van de soort is voor het eerst geldig gepubliceerd in 1879 door Kessler.
Deze Mongoolse vlagzalm komt voor in de wateren van noordwestelijk Mongolië, onder andere in Hövsgöl Nuur. De soort wordt als een primitieve vertegenwoordiger van zijn geslacht gezien. De bek is vrij groot en is uitgerust met goed ontwikkelde tanden. Bij andere soorten vlagzalmen zijn tanden en bek vaak gereduceerd in grootte. Er wordt vermoed dat vlagzalmen in dit gebied ontstaan zijn en zich van hieruit over Eurazië verspreid hebben.